# Arnaud Dulac
Pas d'image ? Cliquez ici

a Compétitions nationales et continentales officielles uniquement.

b Matchs officiels uniquement.
Arnaud Dulac, né le 10 mars 1973, est un joueur et entraîneur de rugby à XIII français évoluant au poste de centre et de troisième ligne.
Sa carrière sportive se construit avec le club de Saint-Gaudens avec lequel il remporte le Championnat de France en 2004. Il entraîne par la suite ce même club. Ses prestations en club l'amènent à être sélectionné en équipe de France entre 1995 et 2004 prenant part à la Coupe du monde en 2000.

## Biographie
Arnaud Dulac est né dans rugby à XIII puisque son père, Alain Dulac, a joué à Aspet XIII et son oncle Didier Dulac à Saint-Gaudens. Son frère ainé, Fabien, a évolué au rugby à XV.

### Participation à la Coupe du monde 2000
Composition de l'équipe de France :

### Après-carrière
Il entraine le club de Sauveterre-de-Comminges au début des années 2010.

## Palmarès
- Collectif :
  - Vainqueur du Championnat de France : 2004 (Saint-Gaudens).
  - Finaliste du Championnat de France : 1999 et 2003 (Saint-Gaudens).

### Détails en sélection
| Matchs internationaux d'Arnaud Dulac | Matchs internationaux d'Arnaud Dulac | Matchs internationaux d'Arnaud Dulac | Matchs internationaux d'Arnaud Dulac | Matchs internationaux d'Arnaud Dulac | Matchs internationaux d'Arnaud Dulac | Matchs internationaux d'Arnaud Dulac | Matchs internationaux d'Arnaud Dulac | Matchs internationaux d'Arnaud Dulac | Matchs internationaux d'Arnaud Dulac | Matchs internationaux d'Arnaud Dulac | Matchs internationaux d'Arnaud Dulac |
|                                      | Date                                 | Adversaire                           | Résultat                             | Compétition                          | Poste                                | Points                               | Essais                               | Pen.                                 | Drops                                |                                      |                                      |
| ------------------------------------ | ------------------------------------ | ------------------------------------ | ------------------------------------ | ------------------------------------ | ------------------------------------ | ------------------------------------ | ------------------------------------ | ------------------------------------ | ------------------------------------ | ------------------------------------ | ------------------------------------ |
| sous les couleurs de la France       |                                      |                                      |                                      |                                      |                                      |                                      |                                      |                                      |                                      |                                      |                                      |
| 1.                                   | 16 juin 1995                         | Nouvelle-Zélande                     | 16-16                                | Test-match                           | Remplaçant                           | -                                    | -                                    | -                                    | -                                    |                                      |                                      |
| 2.                                   | 18 juin 1995                         | Canada                               | 72-32                                | Test-match                           | Arrière                              | 4                                    | 1                                    | -                                    | -                                    |                                      |                                      |
| 3.                                   | 13 mai 1997                          | Irlande                              | 30-30                                | Test-match                           | Centre                               | 8                                    | -                                    | 4                                    | -                                    |                                      |                                      |
| 4.                                   | 9 juillet 1997                       | Écosse                               | 22-20                                | Test-match                           | Centre                               | 4                                    | 1                                    | -                                    | -                                    |                                      |                                      |
| 5.                                   | 4 novembre 1998                      | Irlande                              | 24-22                                | Test-match                           | Centre                               | -                                    | -                                    | -                                    | -                                    |                                      |                                      |
| 6.                                   | 11 novembre 1998                     | Écosse                               | 26-22                                | Test-match                           | Troisième ligne                      | -                                    | -                                    | -                                    | -                                    |                                      |                                      |
| 7.                                   | 13 octobre 1999                      | Angleterre                           | 20-28                                | Test-match                           | Centre                               | 4                                    | 1                                    | -                                    | -                                    |                                      |                                      |
| 8.                                   | 23 octobre 1999                      | Angleterre                           | 20-50                                | Test-match                           | Centre                               | 4                                    | 1                                    | -                                    | -                                    |                                      |                                      |
| 9.                                   | 11 novembre 1999                     | Maroc                                | 80-8                                 | Test-match                           | Centre                               | 4                                    | 1                                    | -                                    | -                                    |                                      |                                      |
| 10.                                  | 14 novembre 1999                     | Liban                                | 38-24                                | Test-match                           | Centre                               | -                                    | -                                    | -                                    | -                                    |                                      |                                      |
| 11.                                  | 17 novembre 1999                     | Italie                               | 10-14                                | Test-match                           | Centre                               | 4                                    | 1                                    | -                                    | -                                    |                                      |                                      |
| 12.                                  | 3 juin 2000                          | Russie                               | 82-0                                 | Test-match                           | Demi d'ouverture                     | 12                                   | 1                                    | 4                                    | -                                    |                                      |                                      |
| 13.                                  | 28 octobre 2000                      | Papouasie-Nlle-Guinée                | 20-23                                | Coupe du monde                       | Centre                               | -                                    | -                                    | -                                    | -                                    |                                      |                                      |
| 14.                                  | 1er novembre 2000                    | Tonga                                | 28-8                                 | Coupe du monde                       | Centre                               | 4                                    | 1                                    | -                                    | -                                    |                                      |                                      |
| 15.                                  | 5 novembre 2000                      | Afrique du Sud                       | 56-6                                 | Coupe du monde                       | Centre                               | -                                    | -                                    | -                                    | -                                    |                                      |                                      |
| 16.                                  | 12 novembre 2000                     | Nouvelle-Zélande                     | 6-54                                 | Coupe du monde                       | Centre                               | -                                    | -                                    | -                                    | -                                    |                                      |                                      |
| 17.                                  | 10 juin 2001                         | Nouvelle-Zélande                     | 0-36                                 | Test-match                           | Centre                               | -                                    | -                                    | -                                    | -                                    |                                      |                                      |
| 18.                                  | 17 juin 2001                         | Papouasie-Nlle-Guinée                | 27-16                                | Test-match                           | Centre                               | -                                    | -                                    | -                                    | -                                    |                                      |                                      |
| 19.                                  | 20 juin 2001                         | Papouasie-Nlle-Guinée                | 24-34                                | Test-match                           | Centre                               | -                                    | -                                    | -                                    | -                                    |                                      |                                      |
| 20.                                  | 26 juin 2001                         | Irlande                              | 56-16                                | Test-match                           | Centre                               | 16                                   | 1                                    | 6                                    | -                                    |                                      |                                      |
| 21.                                  | 3 juillet 2001                       | Écosse                               | 20-42                                | Test-match                           | Centre                               | 4                                    | 1                                    | -                                    | -                                    |                                      |                                      |
| 22.                                  | 26 octobre 2001                      | Grande-Bretagne                      | 12-42                                | Test-match                           | Centre                               | -                                    | -                                    | -                                    | -                                    |                                      |                                      |
| 23.                                  | 2 novembre 2002                      | Liban                                | 6-36                                 | Test-match                           | Centre                               | -                                    | -                                    | -                                    | -                                    |                                      |                                      |
| 24.                                  | 30 novembre 2002                     | Nouvelle-Zélande                     | 10-36                                | Test-match                           | Centre                               | -                                    | -                                    | -                                    | -                                    |                                      |                                      |
| 25.                                  | 16 octobre 2004                      | Russie                               | 58-10                                | Coupe d'Europe                       | Troisième ligne                      | 8                                    | 2                                    | -                                    | -                                    |                                      |                                      |
| 26.                                  | 30 octobre 2004                      | Angleterre                           | 4-42                                 | Coupe d'Europe                       | Centre                               | -                                    | -                                    | -                                    | -                                    |                                      |                                      |

### Statistiques en club
| Saison    | Saison           | Championnat           | Championnat | Coupe           | Coupe      | Sélection | Sélection | Sélection | Sélection | Sélection | Sélection | Sélection |
| Saison    | Saison           | Comp.                 | Class.      | Comp.           | Class.     | Comp.     | M         | Pts       | Ess.      | Buts      | Dp.       |           |
| --------- | ---------------- | --------------------- | ----------- | --------------- | ---------- | --------- | --------- | --------- | --------- | --------- | --------- | --------- |
| 1996-1997 | RC Saint-Gaudens | Championnat de France | 1/4 finale  | Coupe de France |            |           |           |           |           |           |           |           |
| 1997-1998 | RC Saint-Gaudens | Championnat de France | 1/4 finale  | Coupe de France | 1/4 finale |           |           |           |           |           |           |           |
| 1998-1999 | RC Saint-Gaudens | Championnat de France | Finaliste   | Coupe de France | 1/8 finale |           |           |           |           |           |           |           |
| 1999-2000 | RC Saint-Gaudens | Championnat de France | 1/4 finale  | Coupe de France | 1/4 finale |           |           |           |           |           |           |           |
| 2000-2001 | RC Saint-Gaudens | Championnat de France | 1/2 finale  | Coupe de France | 1/4 finale |           |           |           |           |           |           |           |
| 2001-2002 | RC Saint-Gaudens | Championnat de France | 1/4 finale  | Coupe de France | 1/2 finale |           |           |           |           |           |           |           |
| 2002-2003 | RC Saint-Gaudens | Championnat de France | Finaliste   | Coupe de France | 1/8 finale |           |           |           |           |           |           |           |
| 2003-2004 | RC Saint-Gaudens | Championnat de France | Champion    | Coupe de France | 1/8 finale |           |           |           |           |           |           |           |
| 2004-2005 | RC Saint-Gaudens | Championnat de France | 7e          | Coupe de France | 1/4 finale |           |           |           |           |           |           |           |
| 2005-2006 | RC Saint-Gaudens | Championnat de France | Barrages    | Coupe de France | 1/4 finale |           |           |           |           |           |           |           |
| 2006-2007 | RC Saint-Gaudens | Championnat de France | 1/2 finale  | Coupe de France | 1/8 finale |           |           |           |           |           |           |           |
| 2007-2008 | RC Saint-Gaudens | Championnat de France | Barrages    | Coupe de France | 1/4 finale |           |           |           |           |           |           |           |
| 2008-2009 | RC Saint-Gaudens | Championnat de France | 10e         | Coupe de France | 1/8 finale |           |           |           |           |           |           |           |
| 2009-2010 | RC Saint-Gaudens | Championnat de France | 9e          | Coupe de France | 1/8 finale |           |           |           |           |           |           |           |
| 2010-2011 | RC Saint-Gaudens | Championnat de France | 9e          | Coupe de France | 1/4 finale |           |           |           |           |           |           |           |